# Matto affogato
|   | a | b | c | d | e | f | g | h |   |
| 8 | g8 torre del nero · h8 re del nero · f7 cavallo del bianco · g7 pedone del nero · h7 pedone del nero · h1 re del bianco | g8 torre del nero · h8 re del nero · f7 cavallo del bianco · g7 pedone del nero · h7 pedone del nero · h1 re del bianco | g8 torre del nero · h8 re del nero · f7 cavallo del bianco · g7 pedone del nero · h7 pedone del nero · h1 re del bianco | g8 torre del nero · h8 re del nero · f7 cavallo del bianco · g7 pedone del nero · h7 pedone del nero · h1 re del bianco | g8 torre del nero · h8 re del nero · f7 cavallo del bianco · g7 pedone del nero · h7 pedone del nero · h1 re del bianco | g8 torre del nero · h8 re del nero · f7 cavallo del bianco · g7 pedone del nero · h7 pedone del nero · h1 re del bianco | g8 torre del nero · h8 re del nero · f7 cavallo del bianco · g7 pedone del nero · h7 pedone del nero · h1 re del bianco | g8 torre del nero · h8 re del nero · f7 cavallo del bianco · g7 pedone del nero · h7 pedone del nero · h1 re del bianco | 8 |
| 7 | g8 torre del nero · h8 re del nero · f7 cavallo del bianco · g7 pedone del nero · h7 pedone del nero · h1 re del bianco | g8 torre del nero · h8 re del nero · f7 cavallo del bianco · g7 pedone del nero · h7 pedone del nero · h1 re del bianco | g8 torre del nero · h8 re del nero · f7 cavallo del bianco · g7 pedone del nero · h7 pedone del nero · h1 re del bianco | g8 torre del nero · h8 re del nero · f7 cavallo del bianco · g7 pedone del nero · h7 pedone del nero · h1 re del bianco | g8 torre del nero · h8 re del nero · f7 cavallo del bianco · g7 pedone del nero · h7 pedone del nero · h1 re del bianco | g8 torre del nero · h8 re del nero · f7 cavallo del bianco · g7 pedone del nero · h7 pedone del nero · h1 re del bianco | g8 torre del nero · h8 re del nero · f7 cavallo del bianco · g7 pedone del nero · h7 pedone del nero · h1 re del bianco | g8 torre del nero · h8 re del nero · f7 cavallo del bianco · g7 pedone del nero · h7 pedone del nero · h1 re del bianco | 7 |
| 6 | g8 torre del nero · h8 re del nero · f7 cavallo del bianco · g7 pedone del nero · h7 pedone del nero · h1 re del bianco | g8 torre del nero · h8 re del nero · f7 cavallo del bianco · g7 pedone del nero · h7 pedone del nero · h1 re del bianco | g8 torre del nero · h8 re del nero · f7 cavallo del bianco · g7 pedone del nero · h7 pedone del nero · h1 re del bianco | g8 torre del nero · h8 re del nero · f7 cavallo del bianco · g7 pedone del nero · h7 pedone del nero · h1 re del bianco | g8 torre del nero · h8 re del nero · f7 cavallo del bianco · g7 pedone del nero · h7 pedone del nero · h1 re del bianco | g8 torre del nero · h8 re del nero · f7 cavallo del bianco · g7 pedone del nero · h7 pedone del nero · h1 re del bianco | g8 torre del nero · h8 re del nero · f7 cavallo del bianco · g7 pedone del nero · h7 pedone del nero · h1 re del bianco | g8 torre del nero · h8 re del nero · f7 cavallo del bianco · g7 pedone del nero · h7 pedone del nero · h1 re del bianco | 6 |
| 5 | g8 torre del nero · h8 re del nero · f7 cavallo del bianco · g7 pedone del nero · h7 pedone del nero · h1 re del bianco | g8 torre del nero · h8 re del nero · f7 cavallo del bianco · g7 pedone del nero · h7 pedone del nero · h1 re del bianco | g8 torre del nero · h8 re del nero · f7 cavallo del bianco · g7 pedone del nero · h7 pedone del nero · h1 re del bianco | g8 torre del nero · h8 re del nero · f7 cavallo del bianco · g7 pedone del nero · h7 pedone del nero · h1 re del bianco | g8 torre del nero · h8 re del nero · f7 cavallo del bianco · g7 pedone del nero · h7 pedone del nero · h1 re del bianco | g8 torre del nero · h8 re del nero · f7 cavallo del bianco · g7 pedone del nero · h7 pedone del nero · h1 re del bianco | g8 torre del nero · h8 re del nero · f7 cavallo del bianco · g7 pedone del nero · h7 pedone del nero · h1 re del bianco | g8 torre del nero · h8 re del nero · f7 cavallo del bianco · g7 pedone del nero · h7 pedone del nero · h1 re del bianco | 5 |
| 4 | g8 torre del nero · h8 re del nero · f7 cavallo del bianco · g7 pedone del nero · h7 pedone del nero · h1 re del bianco | g8 torre del nero · h8 re del nero · f7 cavallo del bianco · g7 pedone del nero · h7 pedone del nero · h1 re del bianco | g8 torre del nero · h8 re del nero · f7 cavallo del bianco · g7 pedone del nero · h7 pedone del nero · h1 re del bianco | g8 torre del nero · h8 re del nero · f7 cavallo del bianco · g7 pedone del nero · h7 pedone del nero · h1 re del bianco | g8 torre del nero · h8 re del nero · f7 cavallo del bianco · g7 pedone del nero · h7 pedone del nero · h1 re del bianco | g8 torre del nero · h8 re del nero · f7 cavallo del bianco · g7 pedone del nero · h7 pedone del nero · h1 re del bianco | g8 torre del nero · h8 re del nero · f7 cavallo del bianco · g7 pedone del nero · h7 pedone del nero · h1 re del bianco | g8 torre del nero · h8 re del nero · f7 cavallo del bianco · g7 pedone del nero · h7 pedone del nero · h1 re del bianco | 4 |
| 3 | g8 torre del nero · h8 re del nero · f7 cavallo del bianco · g7 pedone del nero · h7 pedone del nero · h1 re del bianco | g8 torre del nero · h8 re del nero · f7 cavallo del bianco · g7 pedone del nero · h7 pedone del nero · h1 re del bianco | g8 torre del nero · h8 re del nero · f7 cavallo del bianco · g7 pedone del nero · h7 pedone del nero · h1 re del bianco | g8 torre del nero · h8 re del nero · f7 cavallo del bianco · g7 pedone del nero · h7 pedone del nero · h1 re del bianco | g8 torre del nero · h8 re del nero · f7 cavallo del bianco · g7 pedone del nero · h7 pedone del nero · h1 re del bianco | g8 torre del nero · h8 re del nero · f7 cavallo del bianco · g7 pedone del nero · h7 pedone del nero · h1 re del bianco | g8 torre del nero · h8 re del nero · f7 cavallo del bianco · g7 pedone del nero · h7 pedone del nero · h1 re del bianco | g8 torre del nero · h8 re del nero · f7 cavallo del bianco · g7 pedone del nero · h7 pedone del nero · h1 re del bianco | 3 |
| 2 | g8 torre del nero · h8 re del nero · f7 cavallo del bianco · g7 pedone del nero · h7 pedone del nero · h1 re del bianco | g8 torre del nero · h8 re del nero · f7 cavallo del bianco · g7 pedone del nero · h7 pedone del nero · h1 re del bianco | g8 torre del nero · h8 re del nero · f7 cavallo del bianco · g7 pedone del nero · h7 pedone del nero · h1 re del bianco | g8 torre del nero · h8 re del nero · f7 cavallo del bianco · g7 pedone del nero · h7 pedone del nero · h1 re del bianco | g8 torre del nero · h8 re del nero · f7 cavallo del bianco · g7 pedone del nero · h7 pedone del nero · h1 re del bianco | g8 torre del nero · h8 re del nero · f7 cavallo del bianco · g7 pedone del nero · h7 pedone del nero · h1 re del bianco | g8 torre del nero · h8 re del nero · f7 cavallo del bianco · g7 pedone del nero · h7 pedone del nero · h1 re del bianco | g8 torre del nero · h8 re del nero · f7 cavallo del bianco · g7 pedone del nero · h7 pedone del nero · h1 re del bianco | 2 |
| 1 | g8 torre del nero · h8 re del nero · f7 cavallo del bianco · g7 pedone del nero · h7 pedone del nero · h1 re del bianco | g8 torre del nero · h8 re del nero · f7 cavallo del bianco · g7 pedone del nero · h7 pedone del nero · h1 re del bianco | g8 torre del nero · h8 re del nero · f7 cavallo del bianco · g7 pedone del nero · h7 pedone del nero · h1 re del bianco | g8 torre del nero · h8 re del nero · f7 cavallo del bianco · g7 pedone del nero · h7 pedone del nero · h1 re del bianco | g8 torre del nero · h8 re del nero · f7 cavallo del bianco · g7 pedone del nero · h7 pedone del nero · h1 re del bianco | g8 torre del nero · h8 re del nero · f7 cavallo del bianco · g7 pedone del nero · h7 pedone del nero · h1 re del bianco | g8 torre del nero · h8 re del nero · f7 cavallo del bianco · g7 pedone del nero · h7 pedone del nero · h1 re del bianco | g8 torre del nero · h8 re del nero · f7 cavallo del bianco · g7 pedone del nero · h7 pedone del nero · h1 re del bianco | 1 |
|   | a | b | c | d | e | f | g | h |   |

Negli scacchi, il matto affogato è uno scacco matto portato a termine da un cavallo e nel quale il re non può muoversi poiché è circondato (e quindi soffocato) dai propri pezzi. A volte è chiamato anche matto di Lucena, da Luis Ramírez de Lucena, giocatore che per primo segnalò questo tipo di posizione.

## Esempio
Nella posizione illustrata nel diagramma in basso il Bianco sembra in netto svantaggio: ha la qualità in meno ed il Nero minaccia matto, per cui se non si prendono delle misure straordinarie la partita sarà rapidamente decisa. Si nota subito la posizione della donna e del cavallo che prendono di mira il re Nero. Si vede subito che dopo 1.Dh4 h6 non c'è alcun attacco e perciò si può prendere in considerazione il possibile scacco di cavallo, e scoprire che dopo 1.Cf7+ Rg8 2.Cg5+ (scacco di scoperta) il re non può andare in f8 a causa di 3.Df7#. Può però rifugiarsi in h8, ed eventualmente si è già conseguita la possibilità di dare scacco perpetuo rigiocando Cf7+.
|   | a | b | c | d | e | f | g | h |   |
| 8 | a8 torre del nero · h8 re del nero · g7 pedone del nero · h7 pedone del nero · g5 cavallo del bianco · c4 donna del bianco · a3 donna del nero · f2 pedone del bianco · g2 pedone del bianco · h2 pedone del bianco · g1 re del bianco | a8 torre del nero · h8 re del nero · g7 pedone del nero · h7 pedone del nero · g5 cavallo del bianco · c4 donna del bianco · a3 donna del nero · f2 pedone del bianco · g2 pedone del bianco · h2 pedone del bianco · g1 re del bianco | a8 torre del nero · h8 re del nero · g7 pedone del nero · h7 pedone del nero · g5 cavallo del bianco · c4 donna del bianco · a3 donna del nero · f2 pedone del bianco · g2 pedone del bianco · h2 pedone del bianco · g1 re del bianco | a8 torre del nero · h8 re del nero · g7 pedone del nero · h7 pedone del nero · g5 cavallo del bianco · c4 donna del bianco · a3 donna del nero · f2 pedone del bianco · g2 pedone del bianco · h2 pedone del bianco · g1 re del bianco | a8 torre del nero · h8 re del nero · g7 pedone del nero · h7 pedone del nero · g5 cavallo del bianco · c4 donna del bianco · a3 donna del nero · f2 pedone del bianco · g2 pedone del bianco · h2 pedone del bianco · g1 re del bianco | a8 torre del nero · h8 re del nero · g7 pedone del nero · h7 pedone del nero · g5 cavallo del bianco · c4 donna del bianco · a3 donna del nero · f2 pedone del bianco · g2 pedone del bianco · h2 pedone del bianco · g1 re del bianco | a8 torre del nero · h8 re del nero · g7 pedone del nero · h7 pedone del nero · g5 cavallo del bianco · c4 donna del bianco · a3 donna del nero · f2 pedone del bianco · g2 pedone del bianco · h2 pedone del bianco · g1 re del bianco | a8 torre del nero · h8 re del nero · g7 pedone del nero · h7 pedone del nero · g5 cavallo del bianco · c4 donna del bianco · a3 donna del nero · f2 pedone del bianco · g2 pedone del bianco · h2 pedone del bianco · g1 re del bianco | 8 |
| 7 | a8 torre del nero · h8 re del nero · g7 pedone del nero · h7 pedone del nero · g5 cavallo del bianco · c4 donna del bianco · a3 donna del nero · f2 pedone del bianco · g2 pedone del bianco · h2 pedone del bianco · g1 re del bianco | a8 torre del nero · h8 re del nero · g7 pedone del nero · h7 pedone del nero · g5 cavallo del bianco · c4 donna del bianco · a3 donna del nero · f2 pedone del bianco · g2 pedone del bianco · h2 pedone del bianco · g1 re del bianco | a8 torre del nero · h8 re del nero · g7 pedone del nero · h7 pedone del nero · g5 cavallo del bianco · c4 donna del bianco · a3 donna del nero · f2 pedone del bianco · g2 pedone del bianco · h2 pedone del bianco · g1 re del bianco | a8 torre del nero · h8 re del nero · g7 pedone del nero · h7 pedone del nero · g5 cavallo del bianco · c4 donna del bianco · a3 donna del nero · f2 pedone del bianco · g2 pedone del bianco · h2 pedone del bianco · g1 re del bianco | a8 torre del nero · h8 re del nero · g7 pedone del nero · h7 pedone del nero · g5 cavallo del bianco · c4 donna del bianco · a3 donna del nero · f2 pedone del bianco · g2 pedone del bianco · h2 pedone del bianco · g1 re del bianco | a8 torre del nero · h8 re del nero · g7 pedone del nero · h7 pedone del nero · g5 cavallo del bianco · c4 donna del bianco · a3 donna del nero · f2 pedone del bianco · g2 pedone del bianco · h2 pedone del bianco · g1 re del bianco | a8 torre del nero · h8 re del nero · g7 pedone del nero · h7 pedone del nero · g5 cavallo del bianco · c4 donna del bianco · a3 donna del nero · f2 pedone del bianco · g2 pedone del bianco · h2 pedone del bianco · g1 re del bianco | a8 torre del nero · h8 re del nero · g7 pedone del nero · h7 pedone del nero · g5 cavallo del bianco · c4 donna del bianco · a3 donna del nero · f2 pedone del bianco · g2 pedone del bianco · h2 pedone del bianco · g1 re del bianco | 7 |
| 6 | a8 torre del nero · h8 re del nero · g7 pedone del nero · h7 pedone del nero · g5 cavallo del bianco · c4 donna del bianco · a3 donna del nero · f2 pedone del bianco · g2 pedone del bianco · h2 pedone del bianco · g1 re del bianco | a8 torre del nero · h8 re del nero · g7 pedone del nero · h7 pedone del nero · g5 cavallo del bianco · c4 donna del bianco · a3 donna del nero · f2 pedone del bianco · g2 pedone del bianco · h2 pedone del bianco · g1 re del bianco | a8 torre del nero · h8 re del nero · g7 pedone del nero · h7 pedone del nero · g5 cavallo del bianco · c4 donna del bianco · a3 donna del nero · f2 pedone del bianco · g2 pedone del bianco · h2 pedone del bianco · g1 re del bianco | a8 torre del nero · h8 re del nero · g7 pedone del nero · h7 pedone del nero · g5 cavallo del bianco · c4 donna del bianco · a3 donna del nero · f2 pedone del bianco · g2 pedone del bianco · h2 pedone del bianco · g1 re del bianco | a8 torre del nero · h8 re del nero · g7 pedone del nero · h7 pedone del nero · g5 cavallo del bianco · c4 donna del bianco · a3 donna del nero · f2 pedone del bianco · g2 pedone del bianco · h2 pedone del bianco · g1 re del bianco | a8 torre del nero · h8 re del nero · g7 pedone del nero · h7 pedone del nero · g5 cavallo del bianco · c4 donna del bianco · a3 donna del nero · f2 pedone del bianco · g2 pedone del bianco · h2 pedone del bianco · g1 re del bianco | a8 torre del nero · h8 re del nero · g7 pedone del nero · h7 pedone del nero · g5 cavallo del bianco · c4 donna del bianco · a3 donna del nero · f2 pedone del bianco · g2 pedone del bianco · h2 pedone del bianco · g1 re del bianco | a8 torre del nero · h8 re del nero · g7 pedone del nero · h7 pedone del nero · g5 cavallo del bianco · c4 donna del bianco · a3 donna del nero · f2 pedone del bianco · g2 pedone del bianco · h2 pedone del bianco · g1 re del bianco | 6 |
| 5 | a8 torre del nero · h8 re del nero · g7 pedone del nero · h7 pedone del nero · g5 cavallo del bianco · c4 donna del bianco · a3 donna del nero · f2 pedone del bianco · g2 pedone del bianco · h2 pedone del bianco · g1 re del bianco | a8 torre del nero · h8 re del nero · g7 pedone del nero · h7 pedone del nero · g5 cavallo del bianco · c4 donna del bianco · a3 donna del nero · f2 pedone del bianco · g2 pedone del bianco · h2 pedone del bianco · g1 re del bianco | a8 torre del nero · h8 re del nero · g7 pedone del nero · h7 pedone del nero · g5 cavallo del bianco · c4 donna del bianco · a3 donna del nero · f2 pedone del bianco · g2 pedone del bianco · h2 pedone del bianco · g1 re del bianco | a8 torre del nero · h8 re del nero · g7 pedone del nero · h7 pedone del nero · g5 cavallo del bianco · c4 donna del bianco · a3 donna del nero · f2 pedone del bianco · g2 pedone del bianco · h2 pedone del bianco · g1 re del bianco | a8 torre del nero · h8 re del nero · g7 pedone del nero · h7 pedone del nero · g5 cavallo del bianco · c4 donna del bianco · a3 donna del nero · f2 pedone del bianco · g2 pedone del bianco · h2 pedone del bianco · g1 re del bianco | a8 torre del nero · h8 re del nero · g7 pedone del nero · h7 pedone del nero · g5 cavallo del bianco · c4 donna del bianco · a3 donna del nero · f2 pedone del bianco · g2 pedone del bianco · h2 pedone del bianco · g1 re del bianco | a8 torre del nero · h8 re del nero · g7 pedone del nero · h7 pedone del nero · g5 cavallo del bianco · c4 donna del bianco · a3 donna del nero · f2 pedone del bianco · g2 pedone del bianco · h2 pedone del bianco · g1 re del bianco | a8 torre del nero · h8 re del nero · g7 pedone del nero · h7 pedone del nero · g5 cavallo del bianco · c4 donna del bianco · a3 donna del nero · f2 pedone del bianco · g2 pedone del bianco · h2 pedone del bianco · g1 re del bianco | 5 |
| 4 | a8 torre del nero · h8 re del nero · g7 pedone del nero · h7 pedone del nero · g5 cavallo del bianco · c4 donna del bianco · a3 donna del nero · f2 pedone del bianco · g2 pedone del bianco · h2 pedone del bianco · g1 re del bianco | a8 torre del nero · h8 re del nero · g7 pedone del nero · h7 pedone del nero · g5 cavallo del bianco · c4 donna del bianco · a3 donna del nero · f2 pedone del bianco · g2 pedone del bianco · h2 pedone del bianco · g1 re del bianco | a8 torre del nero · h8 re del nero · g7 pedone del nero · h7 pedone del nero · g5 cavallo del bianco · c4 donna del bianco · a3 donna del nero · f2 pedone del bianco · g2 pedone del bianco · h2 pedone del bianco · g1 re del bianco | a8 torre del nero · h8 re del nero · g7 pedone del nero · h7 pedone del nero · g5 cavallo del bianco · c4 donna del bianco · a3 donna del nero · f2 pedone del bianco · g2 pedone del bianco · h2 pedone del bianco · g1 re del bianco | a8 torre del nero · h8 re del nero · g7 pedone del nero · h7 pedone del nero · g5 cavallo del bianco · c4 donna del bianco · a3 donna del nero · f2 pedone del bianco · g2 pedone del bianco · h2 pedone del bianco · g1 re del bianco | a8 torre del nero · h8 re del nero · g7 pedone del nero · h7 pedone del nero · g5 cavallo del bianco · c4 donna del bianco · a3 donna del nero · f2 pedone del bianco · g2 pedone del bianco · h2 pedone del bianco · g1 re del bianco | a8 torre del nero · h8 re del nero · g7 pedone del nero · h7 pedone del nero · g5 cavallo del bianco · c4 donna del bianco · a3 donna del nero · f2 pedone del bianco · g2 pedone del bianco · h2 pedone del bianco · g1 re del bianco | a8 torre del nero · h8 re del nero · g7 pedone del nero · h7 pedone del nero · g5 cavallo del bianco · c4 donna del bianco · a3 donna del nero · f2 pedone del bianco · g2 pedone del bianco · h2 pedone del bianco · g1 re del bianco | 4 |
| 3 | a8 torre del nero · h8 re del nero · g7 pedone del nero · h7 pedone del nero · g5 cavallo del bianco · c4 donna del bianco · a3 donna del nero · f2 pedone del bianco · g2 pedone del bianco · h2 pedone del bianco · g1 re del bianco | a8 torre del nero · h8 re del nero · g7 pedone del nero · h7 pedone del nero · g5 cavallo del bianco · c4 donna del bianco · a3 donna del nero · f2 pedone del bianco · g2 pedone del bianco · h2 pedone del bianco · g1 re del bianco | a8 torre del nero · h8 re del nero · g7 pedone del nero · h7 pedone del nero · g5 cavallo del bianco · c4 donna del bianco · a3 donna del nero · f2 pedone del bianco · g2 pedone del bianco · h2 pedone del bianco · g1 re del bianco | a8 torre del nero · h8 re del nero · g7 pedone del nero · h7 pedone del nero · g5 cavallo del bianco · c4 donna del bianco · a3 donna del nero · f2 pedone del bianco · g2 pedone del bianco · h2 pedone del bianco · g1 re del bianco | a8 torre del nero · h8 re del nero · g7 pedone del nero · h7 pedone del nero · g5 cavallo del bianco · c4 donna del bianco · a3 donna del nero · f2 pedone del bianco · g2 pedone del bianco · h2 pedone del bianco · g1 re del bianco | a8 torre del nero · h8 re del nero · g7 pedone del nero · h7 pedone del nero · g5 cavallo del bianco · c4 donna del bianco · a3 donna del nero · f2 pedone del bianco · g2 pedone del bianco · h2 pedone del bianco · g1 re del bianco | a8 torre del nero · h8 re del nero · g7 pedone del nero · h7 pedone del nero · g5 cavallo del bianco · c4 donna del bianco · a3 donna del nero · f2 pedone del bianco · g2 pedone del bianco · h2 pedone del bianco · g1 re del bianco | a8 torre del nero · h8 re del nero · g7 pedone del nero · h7 pedone del nero · g5 cavallo del bianco · c4 donna del bianco · a3 donna del nero · f2 pedone del bianco · g2 pedone del bianco · h2 pedone del bianco · g1 re del bianco | 3 |
| 2 | a8 torre del nero · h8 re del nero · g7 pedone del nero · h7 pedone del nero · g5 cavallo del bianco · c4 donna del bianco · a3 donna del nero · f2 pedone del bianco · g2 pedone del bianco · h2 pedone del bianco · g1 re del bianco | a8 torre del nero · h8 re del nero · g7 pedone del nero · h7 pedone del nero · g5 cavallo del bianco · c4 donna del bianco · a3 donna del nero · f2 pedone del bianco · g2 pedone del bianco · h2 pedone del bianco · g1 re del bianco | a8 torre del nero · h8 re del nero · g7 pedone del nero · h7 pedone del nero · g5 cavallo del bianco · c4 donna del bianco · a3 donna del nero · f2 pedone del bianco · g2 pedone del bianco · h2 pedone del bianco · g1 re del bianco | a8 torre del nero · h8 re del nero · g7 pedone del nero · h7 pedone del nero · g5 cavallo del bianco · c4 donna del bianco · a3 donna del nero · f2 pedone del bianco · g2 pedone del bianco · h2 pedone del bianco · g1 re del bianco | a8 torre del nero · h8 re del nero · g7 pedone del nero · h7 pedone del nero · g5 cavallo del bianco · c4 donna del bianco · a3 donna del nero · f2 pedone del bianco · g2 pedone del bianco · h2 pedone del bianco · g1 re del bianco | a8 torre del nero · h8 re del nero · g7 pedone del nero · h7 pedone del nero · g5 cavallo del bianco · c4 donna del bianco · a3 donna del nero · f2 pedone del bianco · g2 pedone del bianco · h2 pedone del bianco · g1 re del bianco | a8 torre del nero · h8 re del nero · g7 pedone del nero · h7 pedone del nero · g5 cavallo del bianco · c4 donna del bianco · a3 donna del nero · f2 pedone del bianco · g2 pedone del bianco · h2 pedone del bianco · g1 re del bianco | a8 torre del nero · h8 re del nero · g7 pedone del nero · h7 pedone del nero · g5 cavallo del bianco · c4 donna del bianco · a3 donna del nero · f2 pedone del bianco · g2 pedone del bianco · h2 pedone del bianco · g1 re del bianco | 2 |
| 1 | a8 torre del nero · h8 re del nero · g7 pedone del nero · h7 pedone del nero · g5 cavallo del bianco · c4 donna del bianco · a3 donna del nero · f2 pedone del bianco · g2 pedone del bianco · h2 pedone del bianco · g1 re del bianco | a8 torre del nero · h8 re del nero · g7 pedone del nero · h7 pedone del nero · g5 cavallo del bianco · c4 donna del bianco · a3 donna del nero · f2 pedone del bianco · g2 pedone del bianco · h2 pedone del bianco · g1 re del bianco | a8 torre del nero · h8 re del nero · g7 pedone del nero · h7 pedone del nero · g5 cavallo del bianco · c4 donna del bianco · a3 donna del nero · f2 pedone del bianco · g2 pedone del bianco · h2 pedone del bianco · g1 re del bianco | a8 torre del nero · h8 re del nero · g7 pedone del nero · h7 pedone del nero · g5 cavallo del bianco · c4 donna del bianco · a3 donna del nero · f2 pedone del bianco · g2 pedone del bianco · h2 pedone del bianco · g1 re del bianco | a8 torre del nero · h8 re del nero · g7 pedone del nero · h7 pedone del nero · g5 cavallo del bianco · c4 donna del bianco · a3 donna del nero · f2 pedone del bianco · g2 pedone del bianco · h2 pedone del bianco · g1 re del bianco | a8 torre del nero · h8 re del nero · g7 pedone del nero · h7 pedone del nero · g5 cavallo del bianco · c4 donna del bianco · a3 donna del nero · f2 pedone del bianco · g2 pedone del bianco · h2 pedone del bianco · g1 re del bianco | a8 torre del nero · h8 re del nero · g7 pedone del nero · h7 pedone del nero · g5 cavallo del bianco · c4 donna del bianco · a3 donna del nero · f2 pedone del bianco · g2 pedone del bianco · h2 pedone del bianco · g1 re del bianco | a8 torre del nero · h8 re del nero · g7 pedone del nero · h7 pedone del nero · g5 cavallo del bianco · c4 donna del bianco · a3 donna del nero · f2 pedone del bianco · g2 pedone del bianco · h2 pedone del bianco · g1 re del bianco | 1 |
|   | a | b | c | d | e | f | g | h |   |

La torre in a8 sembra proteggere il Nero da schemi di matto sull'ultima traversa, ma a questo punto viene alla memoria un altro schema di matto tipico quando il re Nero si trova nella casa d'angolo ed è soffocato dai propri pedoni, quello con il re in h8 ed un pezzo, una torre o un cavallo nero in g8 ad ostacolare il loro stesso re e quindi un cavallo bianco in f7 che dà matto.
Dopo 1.Cf7+! (adescamento) Rg8 (unica mossa possibile) il bianco risponderà 2.Ch6+! dando scacco doppio. Il nero non potrà catturare il cavallo con il pedone g poiché deve difendere il re. Se 2…Rf8? il bianco darà matto immediatamente con 3.Df7#, se invece il nero si rifugerà in h8 si avrà il Matto di Lucena: : 3.Dg8+! Txg8 (il Nero è costretto, a causa del fatto che la donna è difesa dal cavallo, a catturare di torre) 4.Cf7#